# Non ci guarderemo indietro mai
Non ci guarderemo indietro mai è un brano musicale del gruppo musicale italiano Negrita estratto come secondo singolo dall'album Radio Zombie, il quinto album in studio del gruppo.

## Video
Il video è stato girato sul Ponte della Gerola che collega Sannazzaro de' Burgondi a Voghera attraversando il fiume Po.